# Acentrogobius dayi
 Acentrogobius dayi  es una especie de pez de la familia de los Gobiidae en el orden de los Perciformes.

## Morfología
Los machos pueden llegar a alcanzar los 11 cm de longitud total.

## Hábitat
Es un pez de mar y de Clima tropical y demersal.

## Distribución geográfica
Se encuentra desde el Golfo Pérsico hasta el Pakistán. 

## Observaciones
Es inofensivo para los humanos. 